# Cántaros (Antigua Atenas)
Cántaros (en griego antiguo: Κάνθαρος) era el nombre del antiguo puerto comercial de El Pireo. Operaba en la misma bahía que aún hoy sirve de puerto de transbordadores. La bahía se encuentra al oeste de la península de El Pireo y debe su nombre a que su forma se asemejaba a la de un cántaros. En la orilla occidental del puerto se encontraba la península de Eetionea.

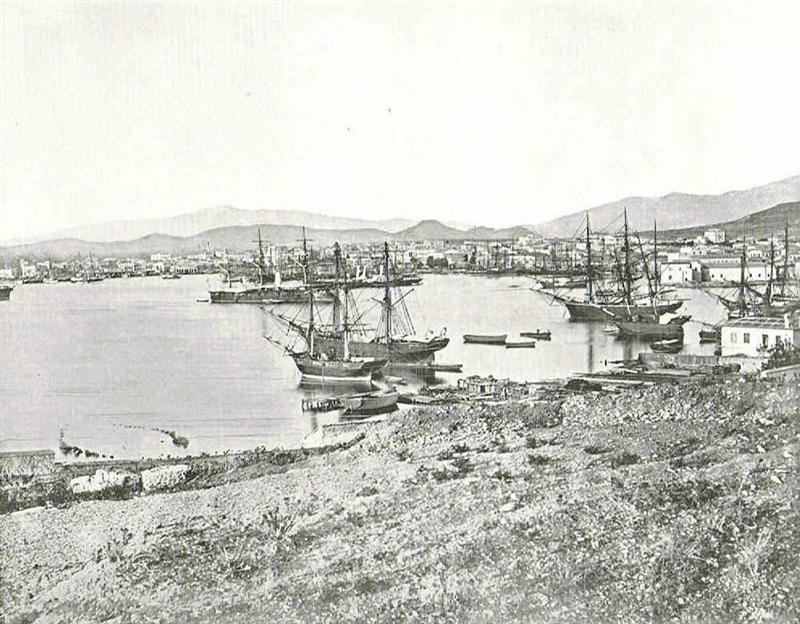
El nuevo puerto del Pireo comenzó a operar en Cántaros en el. Puerto en 1892.

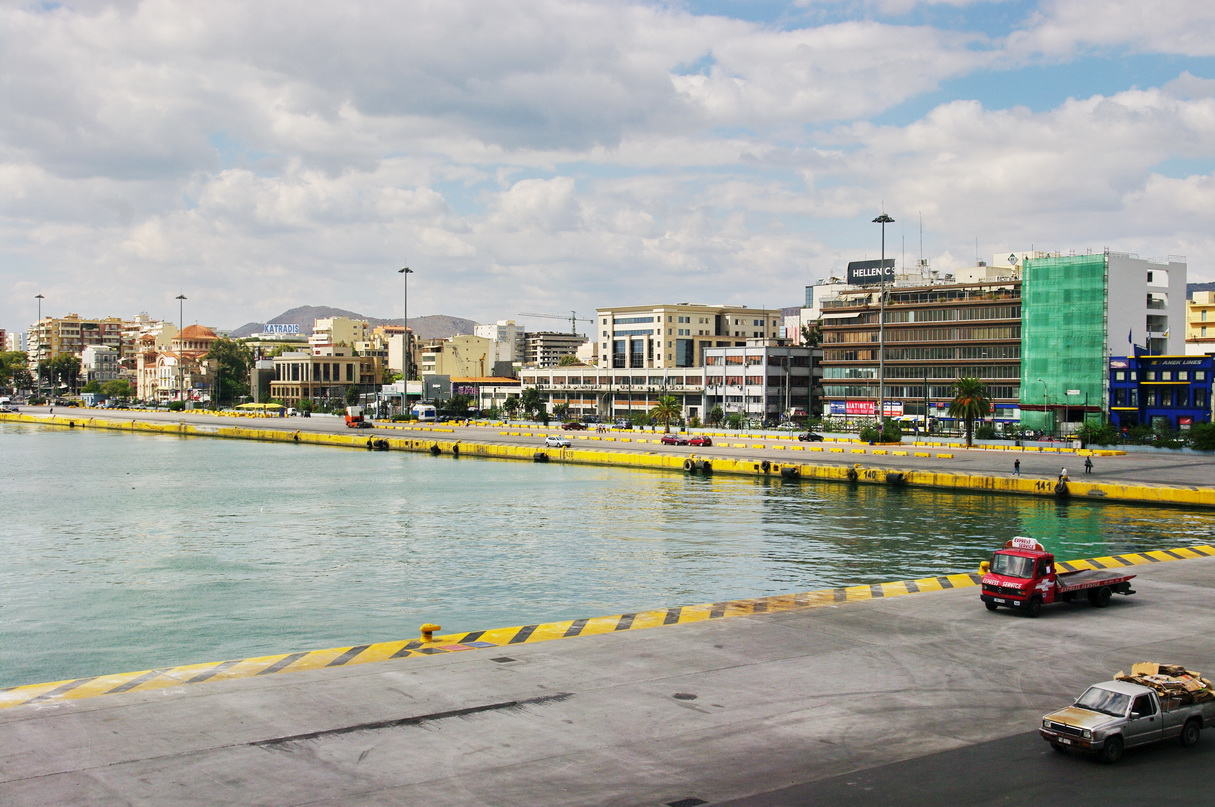
Playa de Cántaros hoy.

Fue uno de los tres puertos del antiguo El Pireo y de Atenas, junto con Muniquia y Zea. Era el mayor de ellos y se utilizaba principalmente como puerto comercial, aunque también lo utilizaba la armada ateniense. El puerto entró en funcionamiento a principios del siglo V a. C., y en ese mismo siglo era uno de los puertos comerciales más importantes de todo el Mediterráneo.
Prácticamente no queda nada de las antiguas estructuras de debido al desarrollo del puerto que comenzó a construirse en el siglo XIX, pero se conocen detalles gracias a descubrimientos realizados en ese mismo siglo. En el extremo oriental de la dársena portuaria se encontraba un mercado (emporion) y una hilera de estoas. Según una inscripción, Cántaros contaba con 94 refugios para buques de guerra. Cerca del puerto también se encontraba el templo de Zeus Sóter y Atenea Soteira.
En la zona portuaria se han encontrado importantes esculturas de bronce, el llamado Apolo del Pireo, Atenea del Pireo y dos Artemisas del Pireo, que posiblemente estuvieron ocultas durante la invasión de las tropas de Sila en el 86 a. C. Actualmente se encuentran en el Museo Arqueológico de El Pireo.